# 聖邁克爾山 (英國)

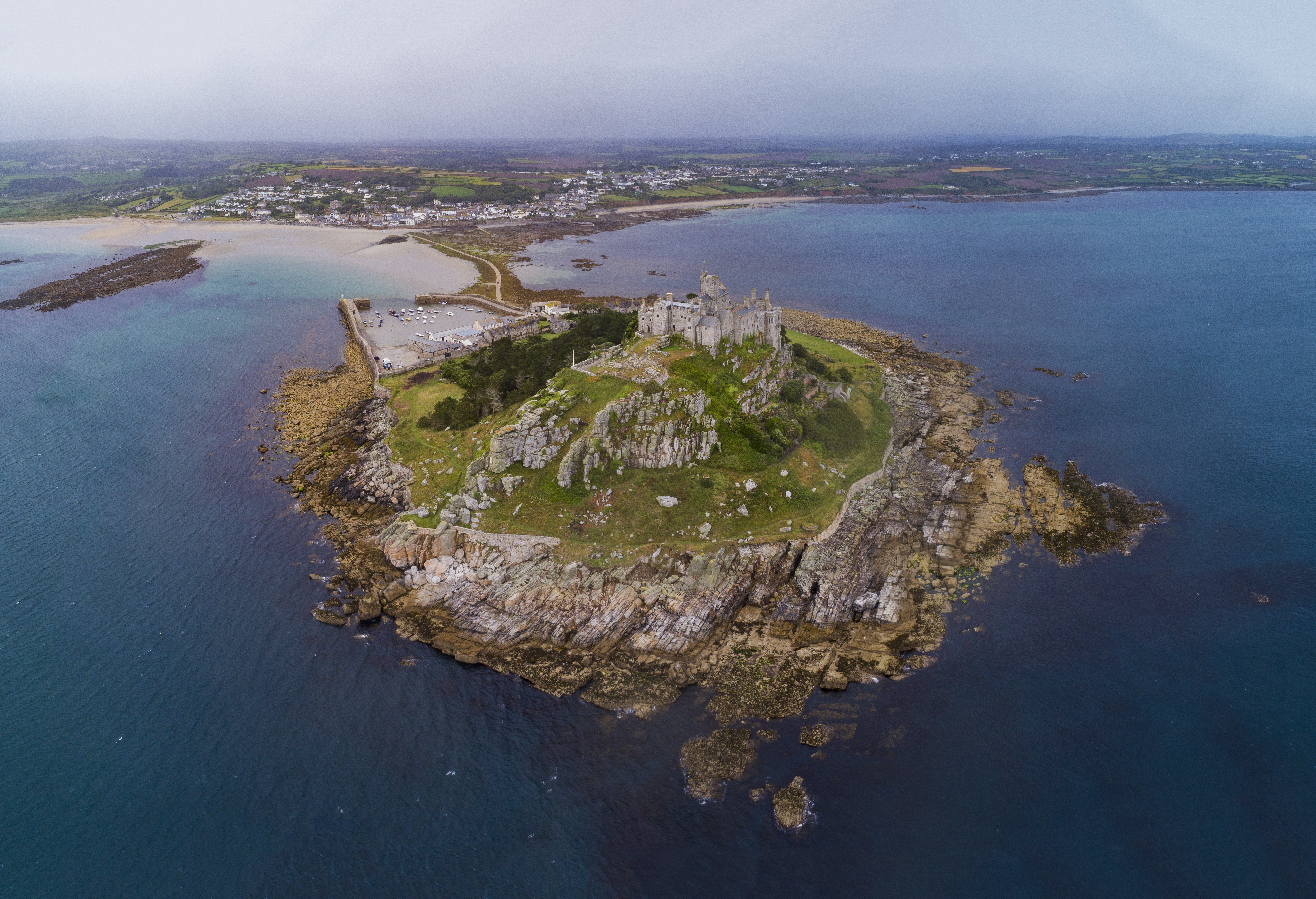
聖邁克爾山

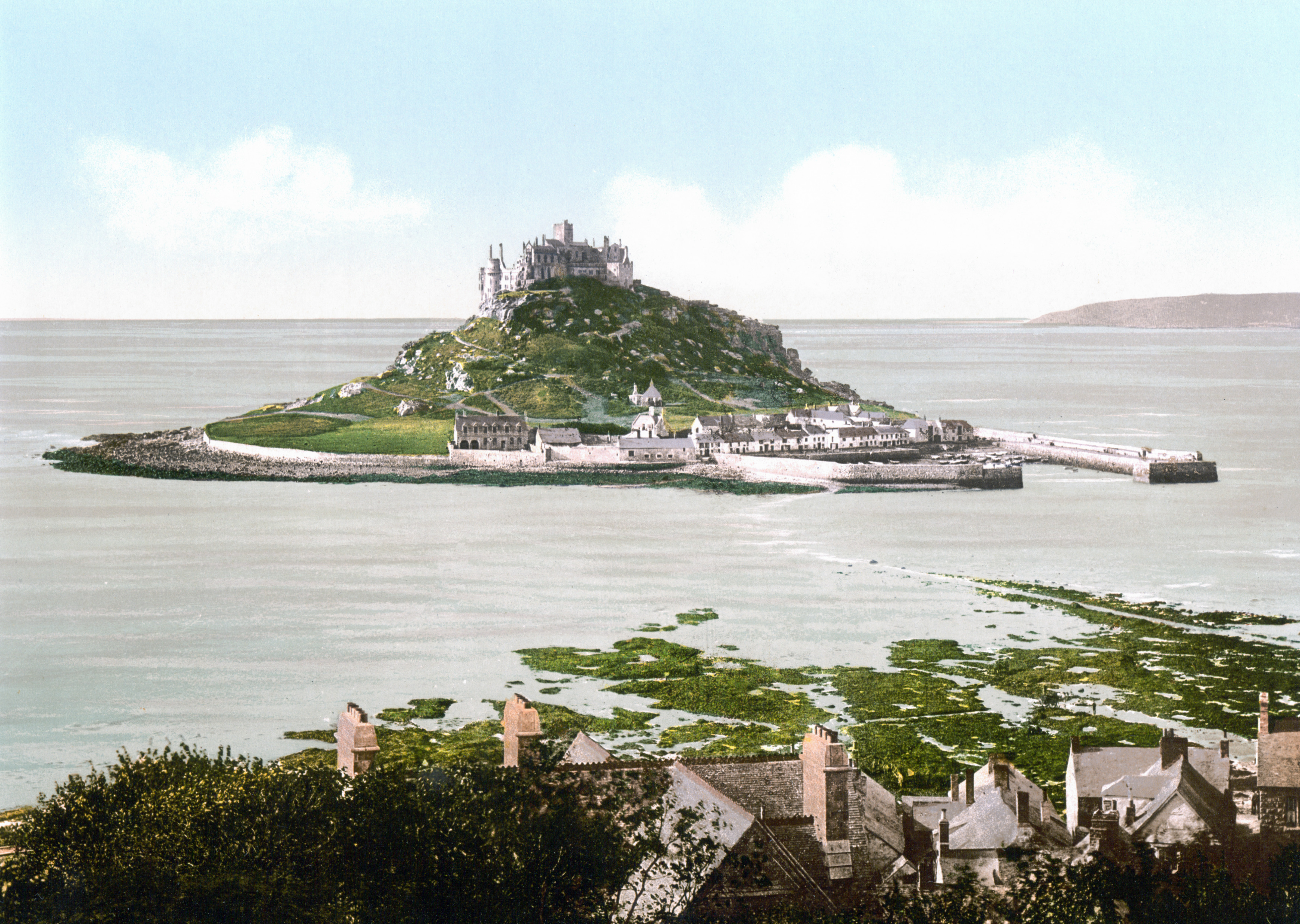
1900年時的聖邁克爾山

聖邁克爾山（英語：St Michael's Mount）是英國的一個潮汐島，位於康沃爾郡芒特灣海岸，面積0.23平方公里。聖邁克爾山和法國的聖米歇爾山有頗多的相似之處。聖邁克爾山是43座從英國本土出發，不通過橋就可以到達的潮間島。島上有城堡和教堂，城堡內保存有眾多古代的文物。聖邁克爾山現在由國家名勝古蹟信託管理維護，也是英國著名的旅遊風景地。2011年，該教區有人口35人。

## 外部連結
- St Michael's Mount information at the National Trust （页面存档备份，存于）